# Officine Meccaniche di Saronno

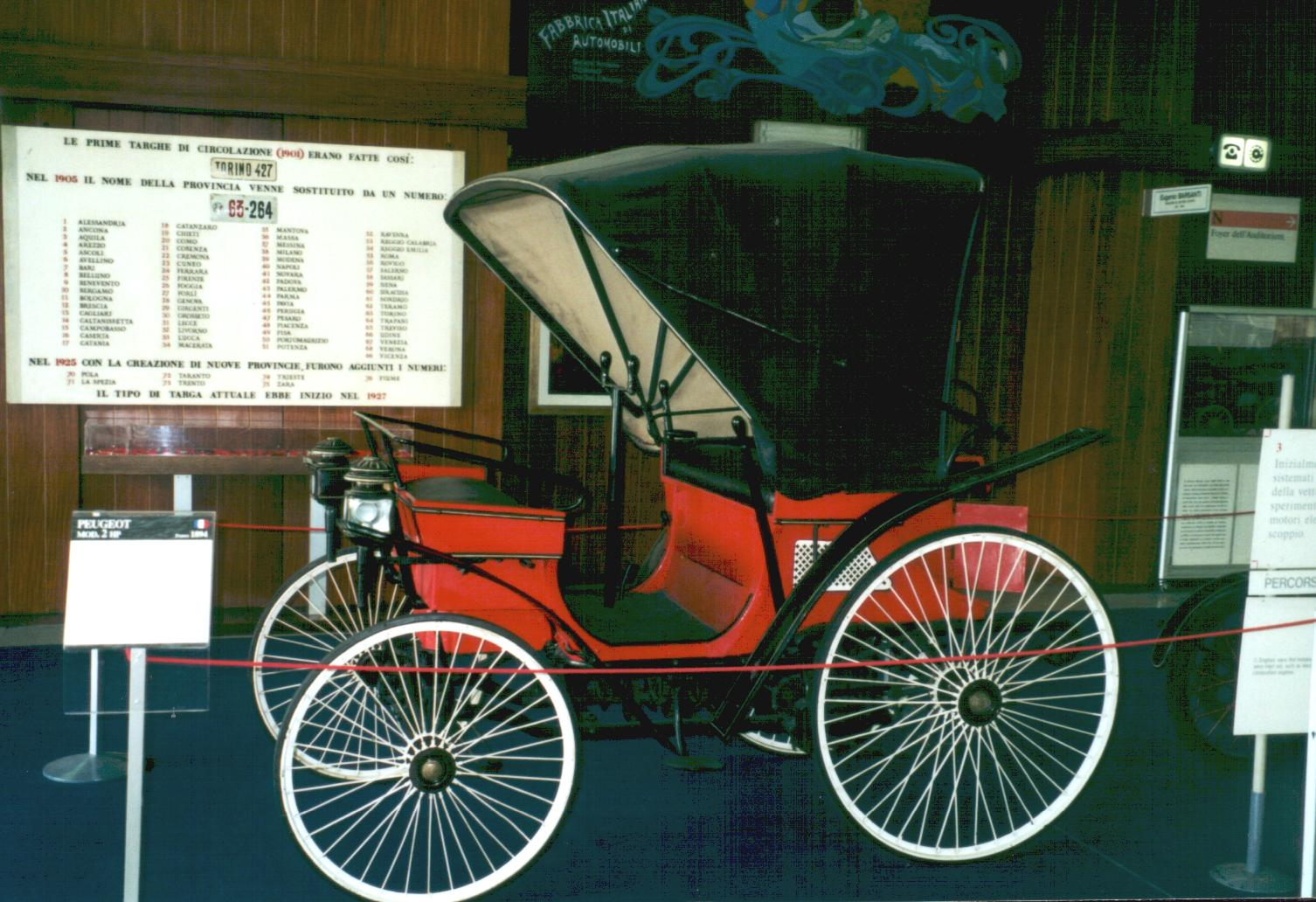
Officine Meccaniche di Saronno von 1894

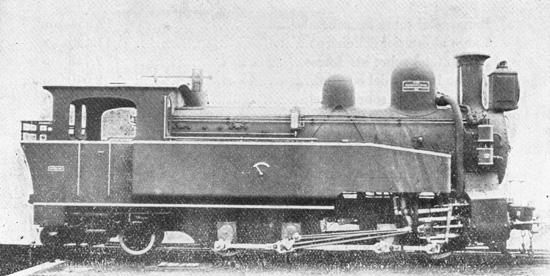
Zahnradlokomotive für die Bahnstrecke Arica–La Paz in Chile

Die Officine Meccaniche di Saronno, auch Costruzioni Meccaniche di Saronno, war ein italienisches Maschinenbauunternehmen in Saronno, das zwischen 1887 und 1918 Dampflokomotiven und Automobile herstellte.

## Geschichte
Die Anfänge gehen auf den Dreibund zurück, der 1882 zwischen dem Deutschen Kaiserreich, Österreich-Ungarn und dem Königreich Italien geschlossen worden war. Das Bündnis ermöglichte der Maschinenfabrik Esslingen ein Tochterunternehmen in Oberitalien zum Bau von Dampflokomotiven zu gründen, das bis 1913 zahlreiche Lokomotiven verschiedener Spurweiten für die Italienische Staatsbahnen, Privatbahnen und für den Export baute. So lieferten die Werke in den Jahren 1898/99 die ersten zehn Exemplare der dänischen Dampflokomotivbaureihe Reihe F (II) und die meterspurigen Zahnradlokomotiven für die meterspurige Bahnstrecke Arica–La Paz, die Bolivien mit Chile verbindet.
Während des Ersten Weltkriegs wurden die Officine Meccaniche di Saronno zu einem Rüstungsunternehmen. Nach Kriegsende wurde die Fertigung vollständig eingestellt. Das zuvor mehrheitlich deutsch finanzierte Unternehmen wurde von Nicola Romeo, dem Gründer von Alfa Romeo mit Hilfe einer Schweizerbank übernommen. Das Werk ging 1925 unter dem Namen Costruzioni Elettro Meccaniche di Saronno (CEMSA) wieder in Betrieb und fertigte bis 1948 Elektro- und Dampflokomotiven, sowie einige wenige von Antonio Fessia entworfene Autos, die als Vorläufer des Lancia Flavia gelten.

## Automobile
Ab 1894 wurden auch Autos gebaut. Das einzige Modell war der Tipo 3, ein Lizenzbau des Peugeot Typ 3. Die Fahrzeuge besaßen einen von Peugeot importierten Zweizylinder-Viertaktmotor, der von Panhard & Levassor nach einer Lizenz von Daimler gebaut wurde. Er war im Heck angeordnet und trieb über Ketten die Hinterräder an. Mit einem Hubraum von 565 cm³ betrug die Leistung 2 PS. Ein Tipo 3 ist im Museo dell'Automobile Carlo Biscaretti di Ruffia in Turin zu besichtigen.